# Biruang malajski
Biruang malajski, niedźwiedź malajski (Helarctos malayanus) – gatunek drapieżnego ssaka lądowego z rodziny niedźwiedziowatych (Ursidae), najmniejszego i jednego z najrzadziej występujących gatunków niedźwiedzi, a zarazem jeden z najsłabiej poznanych. Po raz pierwszy został opisany naukowo pod nazwą Ursus malayanus, następnie zaklasyfikowany do rodzaju biruang (Helarctos) jako jedyny żyjący współcześnie jego przedstawiciel.

## Zasięg występowania
Występuje w lasach deszczowych Azji – od wschodnich Himalajów, Mjanmy i Tajlandii po prowincję Syczuan w Chinach i – na południe – Malezję, Sumatrę i Borneo. Dokładne granice zasięgu jego występowania nie są znane. W Singapurze wyginął.

## Etymologia
- Helarctos: gr. ελη elē „słoneczne ciepło”; αρκτος arktos „niedźwiedź”[10].
- malayanus: nowołac. Malaya, od mal. Melayu „Malezja”, od Melaka „Malakka” (potężny średniowieczny sułtanat)[11].
- euryspilus: gr. ευρυς eurus „szeroki”[12]; σπιλος spilos „plama, skaza”[13].

## Charakterystyka
Dorosłe osobniki nie są większe od dużych psów. Osiągają masę ciała od 30 do 80 kilogramów, przy ok. 70 cm wysokości w kłębie i 1,2–1,5 m długości ciała. Długość ogona wynosi 3–7 cm. Samce są o 10–20% większe od samic. Charakterystyczną cechą niedźwiedzi malajskich jest żółtopomarańczowa plama na piersi przyjmująca zwykle kształt litery U. Mają krótką, lśniącą sierść, która idealnie pasuje do gorącego klimatu lasów deszczowych.

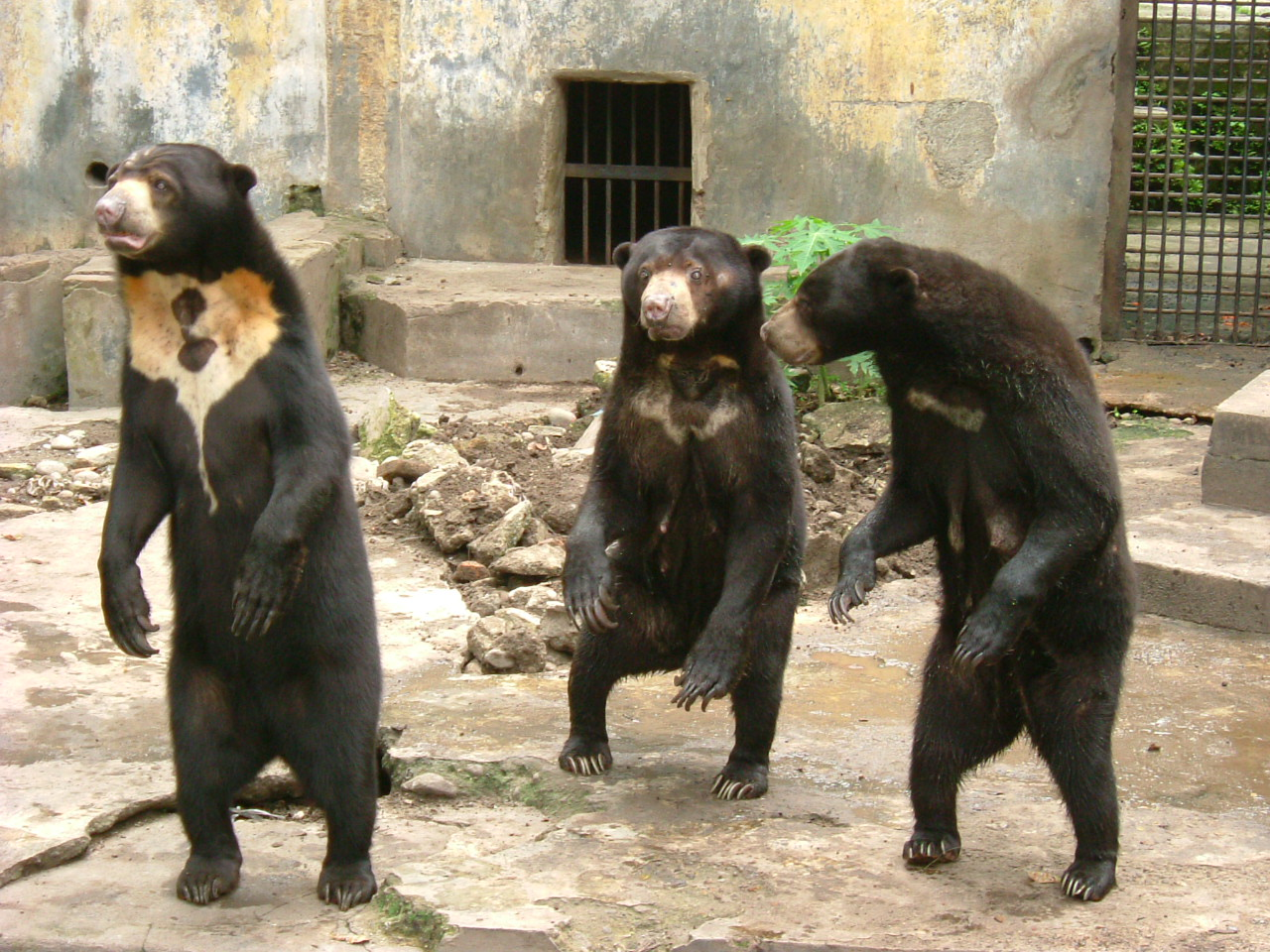
Biruangi malajskie. Zoo w Medan (Indonezja)

Niedźwiedzie malajskie są świetnymi wspinaczami. Wchodzenie na drzewa ułatwiają im długie, zakrzywione pazury i nieowłosione stopy zapewniające lepszy chwyt. Podczas wspinaczki potrafią objąć nawet bardzo gruby pień drzewa. Nie zapadają w sen zimowy. Są aktywne nocą. Na drzewach spędzają nie tylko większość dnia, lecz budują także gniazda noclegowe. Śpią na wysokości 2–7 m. Żywią się głównie owadami, miodem dzikich pszczół oraz nektarem kwiatowym, który zlizują długim jęzorem.
Biologia rozrodu w warunkach naturalnych została słabo poznana. Ciąża trwa ok. 95 dni, ale istnieją dowody na występowanie ciąży przedłużonej u tego gatunku. W miocie rodzi się zwykle 1–2, rzadziej 3 młodych. Noworodki nie widzą, nie słyszą i są w pełni zależne od opieki matki, z którą pozostają do czasu osiągnięcia dojrzałości płciowej – ok. 3 lat. Odnotowana w niewoli długość życia niedźwiedzia malajskiego wynosiła ponad 24 lata.

## Podgatunki
Wyróżniono dwa podgatunki niedźwiedzia malajskiego, m.in. na podstawie różnic w wielkości:
- Helarctos malayanus malayanus (Raffles, 1821) – podgatunek nominatywny, występuje na kontynencie azjatyckim i na Sumatrze,
- Helarctos malayanus euryspilus Horsfield, 1825 – występuje na Borneo.

Kwestia odrębności między podgatunkami była kwestionowana i uznawano gatunek za monotypowy. Jednak podgatunek z Borneo (H. m. euryspilus) na tyle różni się od podgatunku występującego na kontynencie azjatyckim i Sumatrze (H. m. malayanus), co gwarantuje rozróżnienie obu taksonów.

## Zagrożenia i ochrona
W klasyfikacji IUCN zaliczony został do kategorii gatunków narażonych na wyginięcie – VU (vulnerable). Analizy przeprowadzone przez zespół IUCN SSC Bear Specialist Group wykazały, że liczebność populacji niedźwiedzia malajskiego wykazuje trend spadkowy, ale brak jest wystarczających danych dla oceny rzeczywistego jej stanu. W edycji 2007 Czerwonej Księgi IUCN gatunek został zaliczony do kategorii DD (brak wystarczających danych).
Za dwa podstawowe zagrożenia uważa się utratę siedlisk i komercyjne polowania. Na wielu obszarach w zasięgu występowania niedźwiedzia malajskiego, szczególnie na Sumatrze i Borneo, prowadzona jest rabunkowa deforestacja. Nielegalne polowania prowadzone są w celach handlowych. Niektóre części ciała niedźwiedzia (pęcherzyk żółciowy, pazury) są stosowane w chińskiej medycynie ludowej. Zwierzęta te są też często zabijane jako szkodniki upraw lub dla sportu. Pomimo zakazu handlu oraz oficjalnego objęcia ochroną w większości krajów, brak jest konkretnych programów ochrony, niedźwiedzie są nadal zabijane, a kłusownictwo jest poza kontrolą prawa.